# Пам'ятник Тарасові Шевченку (Ашгабат)
Пам'ятник Тарасові Шевченку в Ашгабаті — пам'ятник українському поетові і художнику Тарасові Шевченку в Ашгабаті, який знаходиться на площі біля будівлі Державного комітету з туризму і спорту Туркменістану. Один із найстаріших пам'ятників у місті. Встановлений 1926 року.
Під час Ашхабадського землетрусу 1948 року був зруйнований. 24 березня 1972 в рамках Днів культури України в Туркменістані відбулося відкриття нового пам'ятника Тарасу Шевченку (скульптор Михайло Лисенко). У вересні 2009 року за сприяння Посольства України та міської влади Ашгабату пам'ятник було реконструйовано і перенесено на нове, зручніше місце.
Нині пам'ятник Шевченку слугує місцем регулярних заходів, які проводить Посольство України в Туркменістані. Вулицю, що пролягає поруч, теж названо на честь Шевченка.